# William Alfred Fowler
William Alfred "Willie" Fowler (Pittsburgh, EUA, 1911 - Pasadena, 1995) fou un físic estatunidenc guardonat amb el Premi Nobel de Física l'any 1983.

## Biografia
Va néixer el 9 d'agost de 1911 a la ciutat de Pittsburgh, situada a l'estat nord-americà de Pennsilvània. Va estudiar física a la The Ohio State University i aconseguí el doctorat en física nuclear a l'Institut Tecnològic de Califòrnia.

## Recerca científica
La publiciació l'any 1957 del seu article Synthesis of the Elements in Stars, realitzat amb Margaret Burbidge, Geoffrey Burbidge i Fred Hoyle, aconseguí explicar com l'abundància de tots els elements químics a les estrelles podien ser explicats pel procés de nucleosíntesi, veure l'article B2FH.
El 1983, fou guardonat amb el Premi Nobel de Física pels seus estudis sobre els processos importants en l'estructura i evolució de les estrelles, premi que compartí amb el físic indi Subrahmanyan Chandrasekhar.
Fowler es morí a la seva residència de Pasadena, situada a l'estat de Califòrnia, el 14 de març de 1995.